# Embassament d'Úglitx

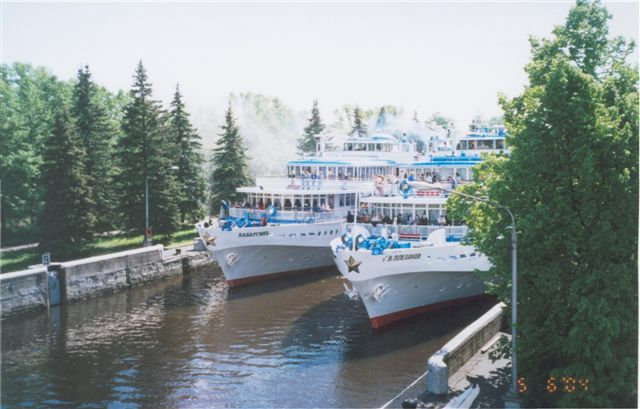
Comportes a l'embassament d'Úglitx

L'embassament d'Úglitx o presa d'Úglitx (en rus: У́гличское водохрани́лище) és un llac artificial de 143 km de llargada situat a la part superior del riu Volga amb una central hidroelèctrica, va ser construït el 1939 a la ciutat d'Úglitx. Es troba a l'óblast de Tver i a la de Iaroslavl, a la Rússia central.
Ocupa una superfície de 249 km² i cubica 1,2 km³ d'aigua. La seva fondària mitjana és de 5 m.